# ザンジオー
ザンジオーは、仮面ライダーシリーズ第1作『仮面ライダー』の映画作品『仮面ライダー対ショッカー』などの作品に登場するキャラクター。
シリーズ初の映画オリジナル怪人である。

## 『仮面ライダー』に登場するザンジオー
日本アルプスに棲む人喰いサンショウウオを改造した改造人間。映画の新怪人であることから当時の子供たちの人気も高く、『テレビマガジン』が1972年9月号で発表した「ショッカー怪人・人気コンテスト」の投票では、「一番好きな怪人部門」で第2位、「一番強い怪人部門」で第3位に入賞している。
なお、デザインについては蛇腹状の胴体などの類似から、同時期に制作されたベアーコンガーともども原作漫画版に登場する大幹部ビッグマシンを基にしているとの説がある。

### 各作品での活躍
映画『仮面ライダー対ショッカー』
再生怪人軍団のリーダー的存在でもある。大量の泡を発生させて身を包み、この泡で神出鬼没の移動能力を発揮する。口からは1万度の火炎を吐く。
大道寺博士製の人工重力装置GXの設計図を狙い、仮面ライダー1号と戦うドクガンダーに加勢して2号とも戦い、大道寺の娘である珠美の誘拐に成功する。その後、設計図の隠されたぬいぐるみを奪取しようと大道寺邸に潜入し、1号と2号に妨害されながらもぬいぐるみを奪取すると、火炎攻撃で彼らを苦しめる。最後は、ライダーダブルキックを受けて崖下へ転落し、爆散する。
- 声 - 辻村真人
- 本作品では単体での特写スチールはあまり撮影されず、その後の書籍やカードなどでは『仮面ライダー対じごく大使』でのスチールを多用している。

テレビ『仮面ライダー』
第66話に再生怪人の1体として登場。
地獄大使が執り行う悪魔祭りにより、ショッカー墓場から蘇る。悪魔祭りを妨害した1号を他の怪人軍団と共に襲うが、ライダー返しで投げられてハリネズラスと激突し、爆死する。
- 声は資料によって辻村真人とするものと峰恵研とするものがある。

映画『仮面ライダー対じごく大使』
地獄大使に率いられた再生怪人の1体として登場。声は関富也。
初代と同様に火炎を吐くほか、10体の再生怪人軍団を率い、富士山五合目で本郷と滝を迎え撃つ。
- 脚本ではフクロウ男がリーダー格を務める予定であった。

## 平成仮面ライダーシリーズに登場するザンジオー
映画『劇場版 仮面ライダーディケイド オールライダー対大ショッカー』
大ショッカーの怪人として登場。
映画『仮面ライダー×仮面ライダー W&ディケイド MOVIE大戦2010』
スーパーショッカーの怪人として登場。仮面ライダー龍騎と対決する。
映画『オーズ・電王・オールライダー レッツゴー仮面ライダー』
ガニコウモルと共にショッカーの怪人連合のショッカー警察として登場。
映画『仮面ライダー×スーパー戦隊×宇宙刑事 スーパーヒーロー大戦Z』
スペースショッカーの怪人として登場。ジャガーマンと共にゴーカイシルバーに襲いかかる。声は石川英郎。
映画『平成ライダー対昭和ライダー 仮面ライダー大戦 feat.スーパー戦隊』
地下帝国バダンの再生怪人として登場。仮面ライダーZXと交戦し、ZXキックで倒される。
映画『スーパーヒーロー大戦GP 仮面ライダー3号』
ショッカーの怪人として登場。カメバスーカと怪魔ロボット・シュバリアンと共に仮面ライダーBLACKと戦うも、乱入して来た仮面ライダー3号が乗ったトライサイクロンの攻撃で爆死する。
テレビ『仮面ライダーゴースト』
第24話に登場。某国にてショッカー残党と戦う1号の前に立ちふさがる。

## ゲーム作品に登場するザンジオー
ゲーム『仮面ライダー 正義の系譜』
邪眼の再生怪人として第3章に登場。1974年、仮面ライダーV3と対決する。
ザンジオー強化態
死神博士によって再改造された強化態として第5章に登場。

### コンパチヒーローシリーズ
ゲーム『ガイアセイバー ヒーロー最大の作戦』
ショッカーの怪人として登場。ストーリー中に何度も戦うことになる。
ゲーム『ロストヒーローズ』
ショッカーの怪人として登場。

## 関連キャラクター
ビッグマシン
漫画『仮面ライダー』に登場するキャラクター。二見書房の書籍『仮面ライダー大研究』では、ザンジオーの蛇腹状のデザインはビッグマシンをモチーフにしているとされている。